# Hagelbjerggård depotfund
Hagelbjerggård depotfund eller Hagelbjerggård-depotet er et depotfund bestående af 15 flintøkser fra stenalderen, der blev gjort på en mark ved Hagelbjerggård nord for Ringsted på Midtsjælland i 1971. Det er det største depotfund af økser, der kendes i Danmark.
Økserne var fremstillet i lysegrå flint fra Sjælland, og de var tyndnakkede. De var alle slebne og ubrugte. Den længste af økserne var 41 cm lang. De blev dateret til omkring 3000-4000 f.v.t., hvilket vil sige bondestenalderen, og nedlægningen tolkes som et rituel handling.
Fundet er udstillet på Nationalmuseet.
Der er gjort flere fund af stenaldergenstande i området i 1982 og i 1991.